# Fritz Thiébaud
Fritz Thiébaud, né le 13 décembre 1842 à Brot-Plamboz et mort le 11 février 1908 au Petit-Lancy, est une personnalité politique suisse, membre du parti socialiste.

## Biographie
D'origine neuchâteloise, Fritz Thiébaud suit un apprentissage d’horlogerie puis s’installe à Genève en 1873 comme horloger. Durant sa jeunesse, il avait été confronté à la situation d’un domestique de son père insuffisamment payé pour pouvoir se marier et fonder une famille. La dureté de cette réalité l’avait poussé à adopter des idées socialistes . Après son adhésion au parti socialiste, il entre au Grand Conseil genevois en 1890 et y défend la création des premières maisons ouvrières de Genève, financées par l’état, et permettant l’accession à la propriété.
En 1897, profitant d’une alliance inédite entre le parti socialiste et les radicaux de Georges Favon, il accède au Conseil d'État où il est chargé du commerce et de l’industrie. Sa candidature avait permis d’atteindre un record de participation au scrutin et Fritz Thiébaud devient le premier socialiste élu dans un exécutif cantonal en Suisse. À son programme figure la création d'une assurance vieillesse, l’instauration d'un crédit agricole bon marché et une réforme de la police des étrangers.
À la fin du mois de juin 1898, Genève est touché par une grande grève lancée par les menuisiers et charpentiers qui revendiquent une augmentation salariale. Au cours du mois de juillet, le mouvement tourne à l’émeute et l’armée est chargée de rétablir l’ordre. Fritz Thiébaud négocie avec les grévistes une légère augmentation de salaire, mais son parti lui reprochera de ne pas s’être désolidarisé de l’appel à la troupe et d'avoir approuvé l'expulsion de grévistes italiens. Début 1900, il est l’artisan d’une convention sur les conflits collectifs qui ne satisfait pas les syndicats.
Fritz Thiébaud conserve son poste à la suite des élections de 1900. En 1902, une grève générale est déclarée à Genève. il signe alors, comme suppléant du chef du Département militaire, l'ordre de mobilisation de la troupe. Son attitude lors de ces événements lui coûte sa réélection en 1903 lorsqu’il est à la fois victime du biffage d'électeurs radicaux et de l’abstention d’électeurs socialiste. Cette défaite sonne le glas de l’alliance électorale entre radicaux et socialistes. 
Fritz Thiébaud fut ensuite directeur-adjoint de la commission centrale de l'enfance abandonnée (1906-1907).